# Acuaplaneo

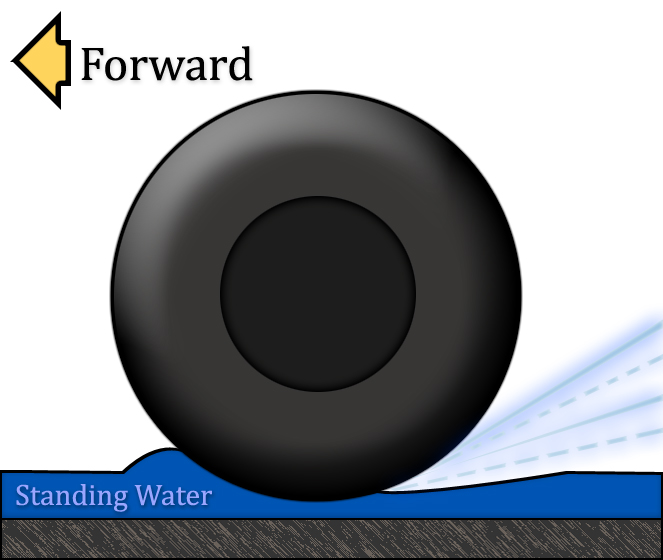
El neumático no es capaz de evacuar toda el agua del asfalto y pierde el contacto con el suelo, sufriendo el acuaplaneo.

El acuaplaneo o hidroplaneo (del inglés, aquaplaning) es la situación en la que un vehículo o un avión de pasajeros en una pista de despegue atraviesa a cierta velocidad una superficie cubierta de agua, llevándolo a una pérdida de tracción y control por parte del conductor. Si esto ocurre en todas las ruedas a la vez, la pérdida de control es total.
Es importante diferenciar el hidroplaneo del efecto que produce el agua al actuar meramente como lubricante. La tracción disminuye en el pavimento mojado incluso cuando el hidroplaneo no está ocurriendo.
Uno de estos ejemplos sería el Gran Premio de Japón de 2014, cuando Jules Bianchi no evacuó el agua causando una bandera roja y su propio accidente mortal.

## Causas
Toda función de un vehículo destinada a cambiar la dirección o la velocidad del mismo, depende de la fricción entre las cubiertas y la superficie del suelo para actuar. Los surcos en la cubierta están diseñados para evacuar el agua que podría haber debajo, incrementando la fricción y asegurando el control. El acuaplaneo se produce cuando, por diversos motivos, la cubierta encuentra más agua de la que es capaz de desalojar. La presión del agua delante de la cubierta forma un acuñamiento bajo la misma, levantándola del pavimento y disminuyendo o anulando la fricción. La rueda, entonces, comienza a patinar sobre la superficie de agua con poco o nada de contacto con el pavimento, disminuyendo drásticamente el control y la capacidad de frenado. El vehículo, una vez en hidroplaneo, patinará hasta colisionar con un obstáculo o hasta que su velocidad disminuya lo suficiente como para que las ruedas retomen contacto con la superficie del suelo y la fricción se restablezca. El riesgo de hidroplaneo aumenta con la profundidad de la capa de agua y la sensibilidad del vehículo a la misma.

### Factores que inciden en la profundidad del agua
- Surcos en el camino: Los vehículos pesados pueden formar surcos longitudinales en el pavimento que facilitan la acumulación de agua, impactando negativamente en el drenado de la misma.

- La textura del pavimento: El concreto -u hormigón en España- puede ser preferible al asfalto, dado que es menos proclive a la formación de surcos por parte de camiones y vehículos pesados. Sin embargo, es menos rugoso que la mezcla asfáltica, factor que también disminuiría la tracción.

- El grado de convexidad transversal y la inclinación del camino: El camino debe tener un grado de convexidad transversal en "U" invertida que permita el correcto drenaje del agua hacia la banquina. La inclinación del camino se refiere al grado de pendiente longitudinal que tiene el mismo en un determinado punto. Los vehículos tienen menos tendencia al hidroplaneo al transitar cuesta arriba y tienen más tendencia a hacerlo al desplazarse cuesta abajo entre dos colinas conectadas, donde el agua tiende a acumularse.

- Ancho del camino: Los caminos más anchos requieren un mayor grado de convexidad transversal para poder evacuar el agua con la misma efectividad.

- La intensidad de la precipitación.

### Factores que inciden en la sensibilidad del vehículo
- Las características de frenado, maniobrabilidad y aceleración inherentes al vehículo y al conductor.

- El desgaste de la cubierta: Las cubiertas con surcos desgastados entran en hidroplaneo a velocidades inferiores (5-7 km/h) que las que tienen surcos nuevos.

- Presión de inflado de las cubiertas: Las cubiertas desinfladas o infladas por debajo de su capacidad óptima, son más propensas a entrar en hidroplaneo que las que están infladas apropiadamente (o incluso, por encima de su nivel). Las cubiertas bien infladas, ayudan a los surcos a evacuar eficientemente el agua.

- La superficie de contacto con el suelo: La superficie de contacto es el área en la cual la cubierta contacta con el pavimento. Los vehículos con superficies de contacto angostas y largas son menos proclives al hidroplaneo (motocicletas, por ejemplo), mientras que aquellos con ruedas anchas y de corto diámetro, lo son más.

- El peso del vehículo: El aumento del peso sobre una cubierta apropiadamente inflada, elonga la superficie de contacto y disminuye la posibilidad de hidroplaneo. Sin embargo, el peso puede tener el efecto contrario en una rueda desinflada.

No hay una ecuación precisa que indique la velocidad a la que un vehículo entra en hidroplaneo. En general, los autos entran en hidroplaneo a velocidades superiores a (72 km/h), donde hay agua estancada con una profundidad de al menos 2,5 mm por una distancia de 9 metros o más.
«El aquaplaning es un peligro muy real e imprevisible». Consultado el 27 de mayo de 2015.